# خوسيه أنطونيو دياز غارسيا
خوسيه أنطونيو دياز غارسيا (بالإسبانية: José Antonio Díaz García)‏ هو سياسي مكسيكي، ولد في 20 يوليو 1964 في مدينة بويبلا في المكسيك. حزبياً، نشط في حزب العمل الوطني. وقد انتخب عضو مجلس النواب المكسيك.